# CADintosh
CADintosh est un logiciel de dessin assisté par ordinateur, 2D vectoriel pour le dessin technique d'architecture commercialisé par Lemke Software.
Son interface imite l'ergonomie traditionnelle du dessin technique des ingénieurs ou des architectes pour réaliser des jeux de plans normalisés de relevé, d'avant-projet ou d'exécution des ouvrages.
Il existe en version shareware en anglais, en allemand et en français, et une commercialisation sur l'Apple Store.
La version 8.6.2 est sortie en novembre 2020.

## Introduction
Avec sa première version pour le Macintosh Classic II, CADintosh est avec realCADD le plus ancien logiciel de DAO développé sur MacIntosh, il est conçu pour restituer l'ergonomie du dessin manuel sur une planche à dessin.
Conçu en 1989 sur Atari, il a été porté sur Mac en 1992 en Allemagne par Torsten Lemke, auteur aussi de GraphicConverter, avec des praticiens du dessin, en ayant pour objectif de réduire et simplifier les commandes à celles qui sont strictement utiles pour produire rapidement des plans normalisés dans le domaine de :
- la Mécanique,
- le Bâtiment (avec bibliothèque de symboles)
- le Génie civil.

Destiné aux professionnels du dessin, c'est un des seuls logiciels de dessin technique 2D sur Macintosh.
CADintosh propose une prise en main intuitive et facile avec exactement les commandes utiles du dessin sur papier, telles que les cotes, les cartouches, les hachures, ainsi que des bibliothèques de symboles et de composants.
Il possède un manuel français assez complet et un forum d'utilisateurs en français.

## Histoire
Ce logiciel a été conçu en 1989 sur Atari ST par Thorsten Lemke, en collaboration avec deux programmeurs allemands, puis porté en 1992 sur Mac OS 7 pour le Macintosh IIsi et amélioré à partir d'une communauté d'utilisateurs internationaux dont 1/4 était dans les pays d'Europe,.

## Systèmes d'exploitation

### Sous Mac OS
- Mac OS X - Intel	10.4.5 à 11.4.x
- Mac OS X - PowerPC	10.1.5 à 10.5.x
- Mac OS Classic - PowerPC	8.5 à 9.2.2
- CarbonLib (Mac OS Classic)	1.4 (minimum)
- Des versions pour Mac OS 10.8 à 10.14.0 sont également disponibles.

## Formats import / export

### Import
CAD (CADintosh) - PNG - DXF - DWG - IGES - HPGL - STL - Selig - Eppler - Coordonnées - CNO

### Insertion en arrière-plan
TIFF.

### Export
CAD (CADintosh) - DXF - HPGL - IGES - Holes - PDF